# Gadgets Galore

Gadgets Galore est un court métrage humoristique américain réalisé par Robert Youngson et sorti le 30 juillet 1955.

## Synopsis
L'histoire de l'automobile aux États-Unis, de ses débuts balbutiants à aujourd'hui. Le film contient diverses séquences et extraits en noir et blanc de vieux films au début du XXe siècle. Chacun d'entre eux a la particularité de mettre en valeur les curiosités et les accidents lié aux voitures d'époques. Tout au long de la séquence, plusieurs narrateurs commentent cela d'une manière désinvolte ou maussade, imitant parfois l'accent français ou l'accent allemand. Il est aussi expliqué que les constructeurs d'automobiles étaient fort nombreux, ce qui rendait considérablement variable la qualité de leurs produits, qui généreront par la suite des embouteillages dans la circulation citadine, de la pollution et des courses de voitures.

## Fiche technique
- Titre original : Gadgets Galore
- Réalisation : Robert Youngson
- Scénario : Albert Helmes
- Son : Kenneth Upton
- Société de production : Robert Youngson Productions
- Société de distribution : Warner Bros.
- Pays d'origine : États-Unis
- Langue originale : Anglais
- Genre : Court métrage, comédie
- Format : Noir et blanc
- Durée : 10 minutes
- Date de sortie : 1955

## Distribution
- Dwight Weist : Narrateur
- Ward Wilson : Narrateur
- Barney Oldfield : lui-même (archives)
- Charles Emmett Mack : L'homme avec le projecteur à diapositives (non crédité)
- Russell Simpson : L'homme dans le public du théâtre (images d'archives et non crédité)

## Oscar
- Gadgets Galore fut nommé aux Oscars[3].